# Caridina glossopoda
Caridina glossopoda is een garnalensoort uit de familie van de Atyidae. De wetenschappelijke naam van de soort is voor het eerst geldig gepubliceerd in 1993 door Liang, Guo & Gao.